# Diocèse de Coroico
Le diocèse de Coroico (en latin : Dioecesis Coroicensis ; en espagnol : Diócesis de Coroico) est un diocèse de l'Église catholique de la Bolivie suffragant de l'archidiocèse de La Paz.

## Territoire

Diocèse de Coroico

Il comprend les provinces de Bautista Saavedra, Caranavi, Franz Tamayo, Larecaja et Nor Yungas du département de La Paz. Les autres provinces de ce département étant gérées par l'archidiocèse de La Paz, le diocèse d'El Alto, la prélature territoriale de Corocoro et le vicariat apostolique de Reyes.
Son territoire est d'une superficie de 31 565 km divisé en 10 paroisses. L'évêché est dans la ville de Coroico où se trouve la cathédrale des saints Pierre et Paul.

## Histoire
La prélature territoriale de Coroico est érigée le 7 novembre 1958 par la constitution apostolique Ex quo die du pape Jean XXIII en prenant sur le territoire de l'archidiocèse de La Paz.
Le 28 juillet 1983 la prélature est élevée au rang de diocèse par la constitution apostolique Cum constet du pape Jean-Paul II.

## Évêques
- Tomás Roberto Manning, O.F.M (21 avril 1959 - 9 octobre 1996)
- Juan Vargas Aruquipa (20 août 1997 - 3 décembre 2022)
- Juan Carlos Huaygua Oropeza, O.P (3 décembre 2022 - )